# Conjuração

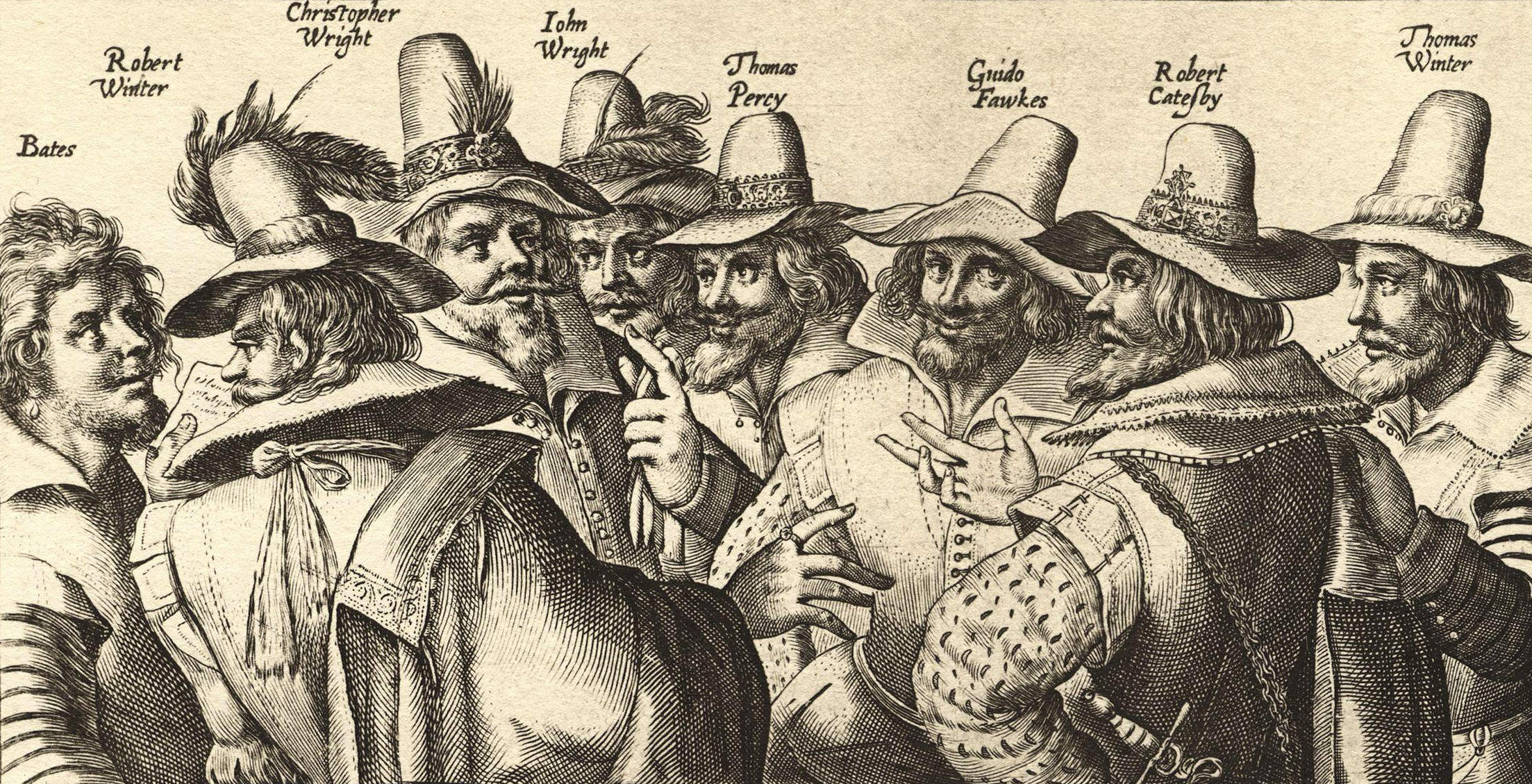
Gravura do século XVII representando os artesãos da Conspiração da pólvora.

Em política, conspiração, complô ou conjuração é uma ação conduzida por um grupo, mediante um acordo secreto, visando alterar ou subverter o poder político estabelecido ou com vistas a atentar contra a vida de uma ou várias personalidades (autoridades), para assim alterar o funcionamento de uma estrutura legal. 
Os objetivos de uma conspiração podem variar, assim como suas estratégias e meios. Falsos testemunhos e boatos (como no Complô Papista), sequestro (como na surpresa de Meaux, organizada em 1567 por Luís I de Bourbon-Condé, para sequestrar o rei da França, Carlos IX, e a família real), atentados (como a Operação Charlotte Corday, organizada pelo CNR e pela Organisation armée secrète (OAS) visando assassinar o presidente Charles de Gaulle, em 22 de agosto de 1962), assassinatos (como o de David Rizzio, confidente de Maria Stuart), e golpes de Estado (como na Conjuração de Catilina, que visava a tomada do poder em Roma, em 63 a.C. pelo senador Lucius Sergius Catilina) estão entre os métodos mais notórios das conspirações conhecidas.